# اچ‌دی ۱۶۰۰۴
اچ‌دی ۱۶۰۰۴ یک ستاره است که در صورت فلکی آندرومدا قرار دارد.